# Hylaeus aterrimus
Hylaeus aterrimus is een vliesvleugelig insect uit de familie Colletidae. De wetenschappelijke naam van de soort is voor het eerst geldig gepubliceerd in 1911 door Friese.